# جمع‌آوری غیررسمی پسماند

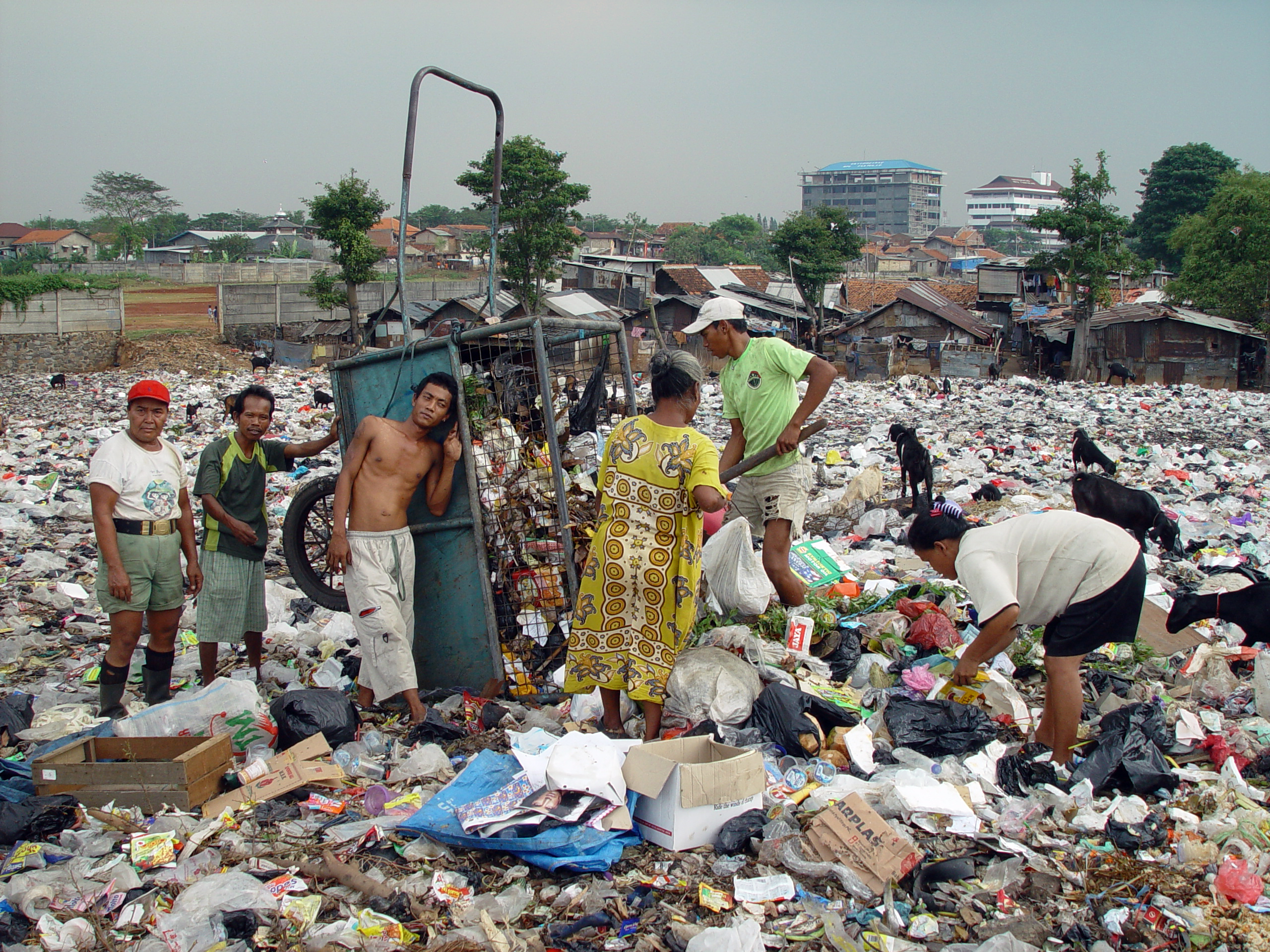
زباله‌گردها در محل دفن زباله در جاکارتا، اندونزی

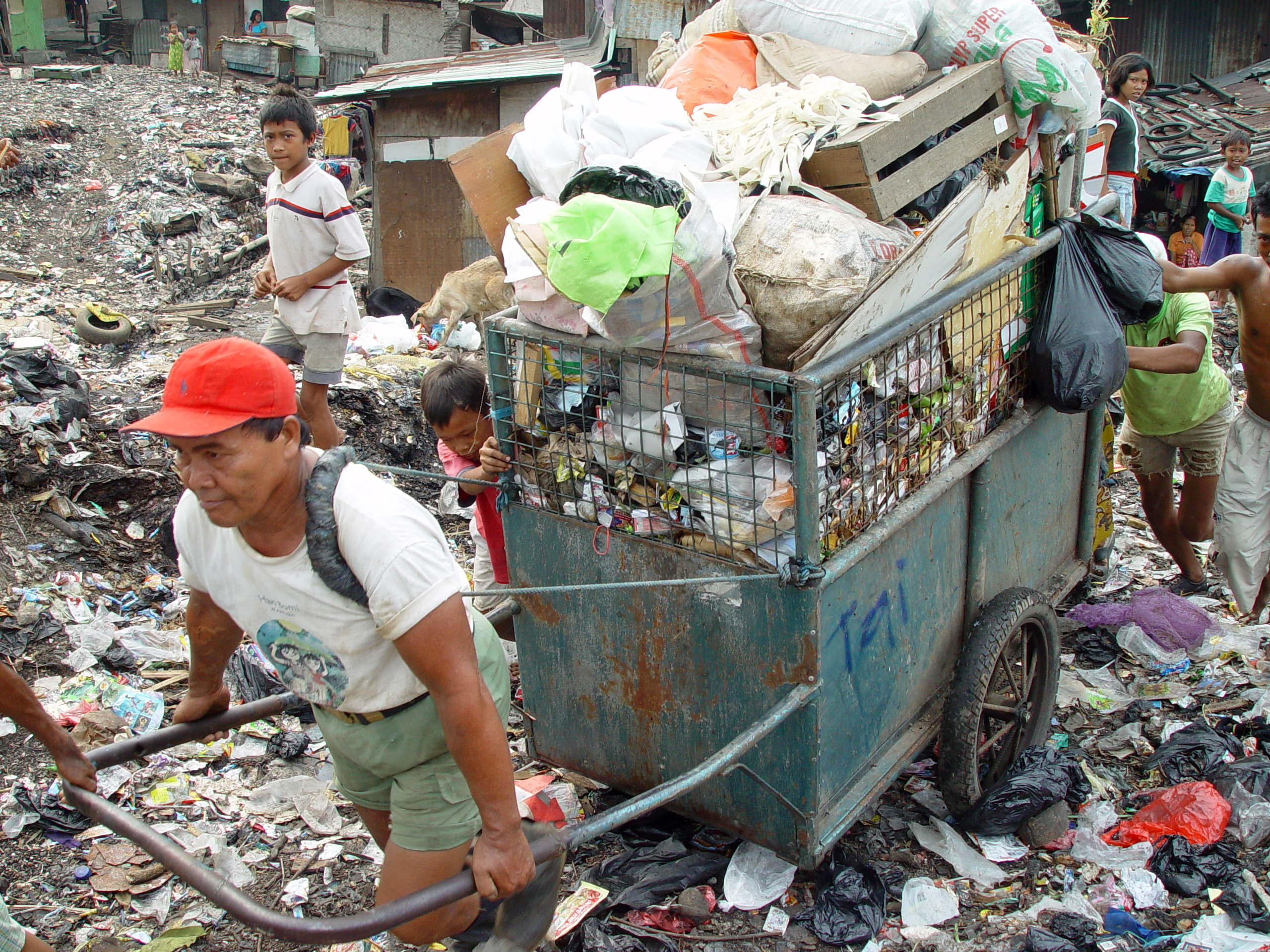
گردآورندگان با کمک گاری

جمع‌آوری غیررسمی پسماند عبارت است از «دسته‌بندی دستی و استخراج مواد مختلف قابل بازیافت و قابل استفاده مجدد از زباله‌های مخلوط، در محل‌های دفن قانونی و غیرقانونی، روی یا زیر انبوه زباله‌ها، در سطل‌ها، در نقاط مختلف انتقال، در کامیون‌های حمل‌ونقل یا جاهای دیگر». هنگامی که این فعالیت در سطل‌های زباله انجام می‌شود، از اصطلاح «حذف» استفاده می‌شود. این فعالیت یکی از راه‌های جمع‌آوری پسماند است، روش‌های دیگر شامل جمع‌آوری آن‌ها در مبدأ (پیش از مخلوط شدن با زباله‌های دیگر) یا جمع‌آوری آن به روش سازمان‌یافته (از طریق مراکز دفع زباله) است.
این فعالیت اغلب ناسالم، اغلب مخاطره‌آمیز است، گاهی حتی بستگی به مکان ممنوع است. علاوه بر این، دیدگاه جامعه نسبت به افرادی که زباله‌ها را به‌طور غیررسمی جمع‌آوری می‌کنند، اغلب مستهلک‌کننده است: به استثنای موارد معدودی از افرادی که این کار را برای اهداف علمی یا هنری یا برای خودشان انجام می‌دهند. معمولاً فقط توسط کسانی انجام می‌شود که گزینه‌های کمی دارند، برای مثال ساکنان زاغه در کشورهای در حال توسعه. بخشی از اقتصاد غیررسمی است.
در حالی که تشخیص دقیق تعداد افراد درگیر در این فعالیت دشوار است، برآوردها بین ۲ تا ۶ میلیون نفر در سراسر جهان است.

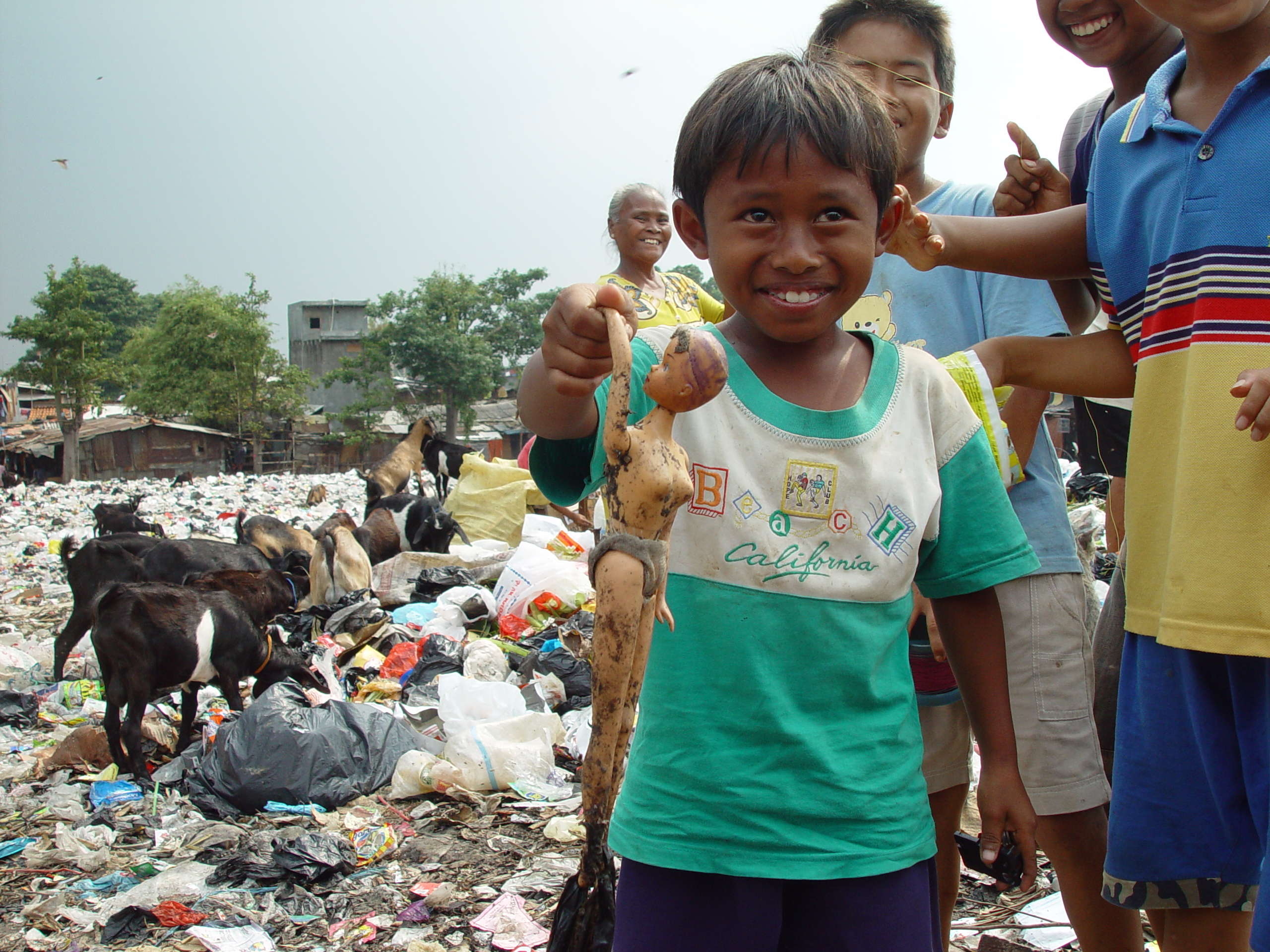
کودکی که به تازگی عروسکی پیدا کرده و تحسین همسالانش را برانگیخته است.

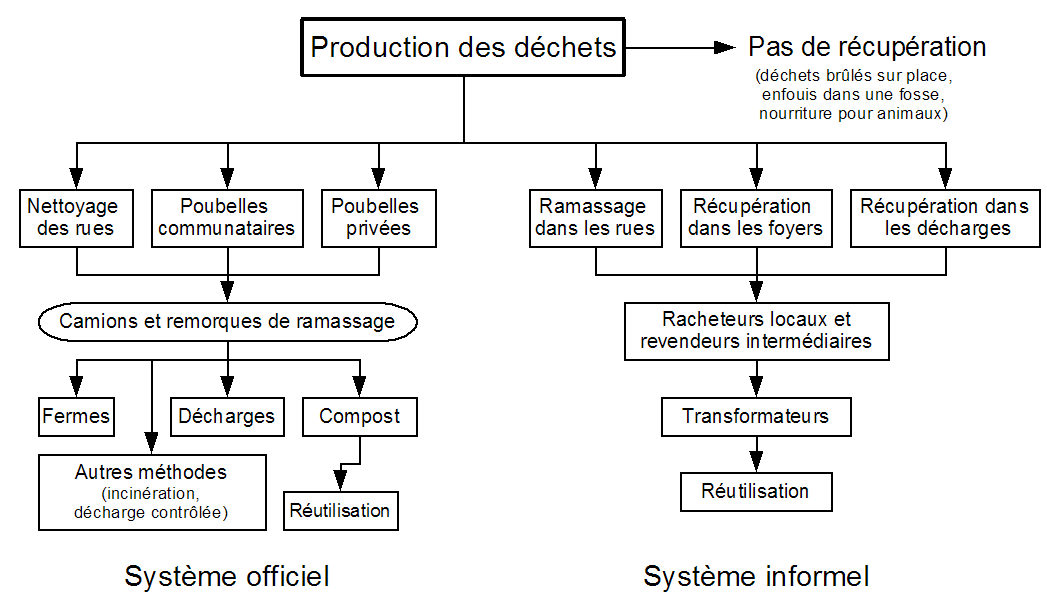
سیستم مدیریت پسماند در یک کشور در حال توسعه